# Метод Бейтса
Метод Бейтса — не признанный наукой немедикаментозный метод восстановления зрения, изобретённый американским врачом-офтальмологом Уильямом Горацио Бейтсом.
В 1917 году Бейтс стал сотрудничать с предпринимателем Бернарром Макфадденом (англ. Bernarr Macfadden), широко известным издателем журнала Physical Culture. В этом журнале Бейтс и Макфадден предложили платные курсы по системе глазных упражнений Бейтса. Предприятие стало невероятно успешным после издания Бейтсом в 1920 году своей книги «Исправление плохого зрения без помощи очков» (англ. The Cure of Imperfect Eyesight by Treatment Without Glasses). После смерти Бейтса в 1931 году его офис и практика перешли к жене Бейтса Эмили при помощи активного пропагандиста системы Бейтса Гарольда Пеппарда.
Бейтс заявлял о полном излечении от миопии, дальнозоркости, астигматизма, пресбиопии по его методу. В связи с этим в 1929 году Управление США по контролю качества пищевых продуктов, медикаментов и косметических средств выпустило постановление, заявляющее, что реклама метода Бейтса является «ложной либо вводящей пациентов в заблуждение» (англ. advertising «falsely or misleadingly»).
Исследования Американской академии офтальмологии показали, что этот метод, как и другие методы комплиментарной терапии, не приводит к объективному улучшению зрения, а его центральное положение о том, что глазные яблоки меняют форму для обеспечения фокусировки, было опровергнуто наблюдениями.
В Лондоне существует организация, называемая Лондонской ассоциацией по тренировке зрения, представляющая последователей Бейтса в Англии. Самым крупным центром, обучающим методу Бейтса, является Академия Бейтса в Йоханнесбурге (ЮАР).
В России метод Бейтса пропагандировал Г. А. Шичко, вследствие чего нередко можно встретить название метод Бейтса — Шичко. В свою очередь, известным пропагандистом «метода Бейтса — Шичко» в настоящее время является В. Г. Жданов.

## Теория Бейтса
Основные теоретические положения метода Бейтса заключаются в следующем:
1. Глаз осуществляет процесс аккомодации не столько путём изменения кривизны хрусталика, сколько путём воздействия на форму глазного яблока внешними мышцами, окружающими его.
2. Главной причиной ухудшения зрения является психическое напряжение. Каждому виду аномалии рефракции (близорукость, дальнозоркость) соответствует свой собственный вид напряжения, которым эта аномалия вызывается. Это относится не только к аномалиям рефракции, но и к другим видам нарушения зрения — пресбиопии, косоглазию, астигматизму.

## Сущность метода
Бейтс выдвинул положение о том, что причиной нарушения зрения является психическое напряжение от усилия увидеть, разглядеть объект независимо от расстояния до него. Расстояние до объекта влияет лишь на формирующуюся аномалию рефракции. Например, миопия (близорукость) вызывается попытками разглядеть удалённые объекты, а гиперметропия (дальнозоркость) — близкие. А «глаз с нормальным зрением никогда не старается увидеть. Если по каким-либо причинам — тусклости освещения, например, или удалённости объекта — он не может разглядеть какую-нибудь отдельную точку, глаз перемещается на другую. Он никогда не старается выявить точку пристальным вглядыванием в неё, как это постоянно делает глаз с плохим зрением. Всякий раз, когда глаз старается увидеть, он тотчас теряет нормальное зрение. Человек может смотреть на звезды, имея нормальное зрение, но если он постарается сосчитать их в каком-нибудь отдельном созвездии, он, по всей видимости, станет миопиком, поскольку такая попытка обычно приводит к усилию увидеть».
Бейтс подвергал сомнению необходимость ношения очков, о чём писал в своей книге: «Обычно люди, которые никогда не носили очков, более легко излечиваются, чем те, кто их носит. Поэтому очки следует отвергнуть с самого начала лечения. Когда этого нельзя сделать без значительных неудобств или когда человек вынужден в ходе лечения продолжать свою работу и не может делать её без очков, их использование можно разрешить на некоторое время, однако это всегда сдерживает улучшение».

## Олдос Хаксли
Широко известен случай о лечении по методу Бейтса писателя Олдоса Леонарда Хаксли. В 1943 году он издал книгу «Искусство зрения» (англ. The Art of Seeing), в которой сообщал об излечении по методу Бейтса ряда болезней своих глаз, среди которых упомянул наличие непрозрачностей (помутнений) в роговой оболочке глаза, гиперметропию (дальнозоркость) в сочетании с астигматизмом.
Через 10 лет, в 1952 году, Хаксли выступал с речью на банкете в Голливуде, с лёгкостью читая её текст с подставки без очков. Согласно свидетельству журналиста Saturday Review Беннета Серфа (Bennett Cerf):

Затем он внезапно запнулся — и правда стала очевидной. Он совершенно не мог читать свою запись. Он заранее выучил её наизусть. Чтобы припомнить текст, он подносил бумагу ближе и ближе к своим глазам. Он не мог прочитать её даже на расстоянии около дюйма и, чтобы увидеть буквы, был вынужден выудить из своего кармана увеличительное стекло. Это был тягостный момент.
Оригинальный текст (англ.)Then suddenly he faltered—and the disturbing truth became obvious. He wasn't reading his address at all. He had learned it by heart. To refresh his memory he brought the paper closer and closer to his eyes. When it was only an inch or so away he still couldn't read it, and had to fish for a magnifying glass in his pocket to make the typing visible to him. It was an agonizing moment.
— 
В ответ на это Хаксли писал: «Я часто использую увеличительное стекло в условиях плохой освещенности и никогда не утверждал, что способен читать в таких условиях». Таким образом, не вызывает сомнений, что Хаксли не восстановил своё зрение, хотя, по мнению некоторых биографов, на самом деле никогда этого и не утверждал.

## Мнения сторонников
Ассистент и медсестра клиники Бейтса Эмилия Лирман в 1928 году в издательстве Central Fixation Publishing Company, принадлежащем Бейтсу, опубликовала разнообразные истории об излечении пациентов в клинике Бейтса по его методу.
Индийский доктор Рагхубир Саран Агарвал, возглавлявший в Индии ряд центров[какие?] по развитию метода Бейтса, в том числе организацию «Школа идеального зрения» (англ. The School for Perfect Eyesight), открытую при ашраме религиозной организации Шри Ауробиндо утверждает: «Мы обнаружили, что почти во всех случаях тренировка глаз и психическое расслабление принесли огромную пользу. Некоторые пациенты достигли нормального зрения за неделю или около этого, у других сила очков существенно уменьшилась… В другом случае миопия сопровождалась отслоением сетчатки в левом глазу, который был почти слеп. После месяца тренировки зрение этого глаза существенно улучшилось, и пациент теперь смог читать и писать». Однако из книги неясно, публиковались ли Р. С. Агарвалом в научной печати результаты соответствующих исследований (и проводились ли сами исследования).
Ученик и продолжатель У. Г. Бейтса Гарольд Пеппард писал в своей книге: «Настоящая книга написана с пониманием того, что приверженцы налаженной медицины и оптометрии не согласны с этим методом лечения глаз. Это и понятно, поскольку их образование внушило им принципы, которые противоположны данной теории, а также потому, что у них нет опыта лечения глаз без помощи очков. Для тех из нас, у кого есть такой опыт, эта система лечения не является более спорной теорией, а представляет собой установленный факт. Мы не ставим вопроса о том, может ли это быть сделано — это уже сделано…. Мы не ждём одобрения и помощи от устоявшейся школы. Мы идём другой, более новой дорогой, дорогой, которая, как мы убедились, приведёт к тому, к чему мы стремимся — чёткому зрению на всю нашу долгую жизнь».

## Критика
В 1952 году профессор оптометрии Элвин Марг (англ. Elwin Marg) писал про Бейтса: «Большинство его заявлений и почти все его теории рассматриваются как ложные практически всеми специалистами в области зрения». Марг пришёл к выводу о том, что метод Бейтса обязан своей популярностью кратким моментам ясного зрения (англ. «flashes of clear vision»), которые испытывали многие, практиковавшие этот метод.
В 1956 году оптометрист из Нью-Йорка Филипп Поллак опубликовал книгу «Правда об упражнениях для глаз» (англ. The Truth about Eye Exercises) в которой в том числе дал резкий критический анализ системы Бейтса. Он указал, в частности, что теория аккомодации, выдвинутая Бейтсом, терпит полный крах, методы лечения, предложенные Бейтсом, не согласуются даже друг с другом, а описанные Бейтсом эксперименты непозволительно «сырые»; обратил внимание, что Бейтс не знает, как использовать ретиноскоп для выявления нарушений рефракции; указал, что Бейтс с целью дезинформации выдаёт редкие аномалии за типичные явления, игнорирует научные данные, полученные известными учёными, чьи выводы противоположны выводам Бейтса, и приравнивает к научным доказательствам рассказы о случаях излечения в своём учреждении.
Согласно исследованиям профессора-офтальмолога М. Мохана в 1983 году, упражнения по методу Бейтса не дают какого-либо статистически значимого положительного результата.
Критики метода Бейтса не только отрицают его эффективность, но и отмечают потенциальные негативные последствия использования метода, в частности от долгого смотрения на солнце (так называемый англ. sunning), от риска, вызванного отказом лиц, водящих автомобиль, от линз и очков, от игнорирования традиционного лечения прогрессирующих глазных заболеваний.